# Broby Overdrev
Broby Overdrev is een plaats in de Deense regio Seeland, gemeente Sorø. De plaats telt 234 inwoners (2008).